# Bispos na Igreja Católica

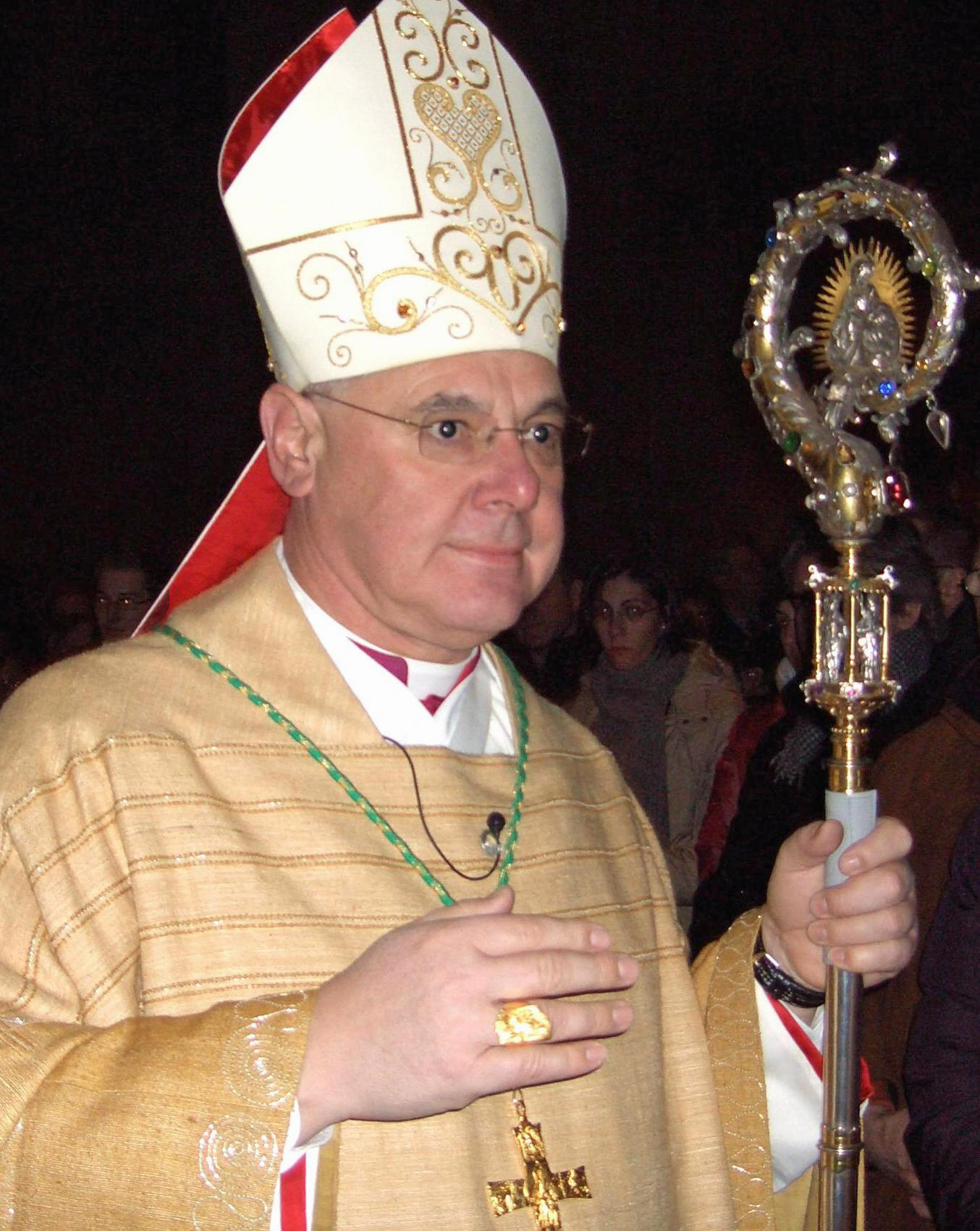
O bispo católico da Igreja Latina Gerhard Ludwig Müller vestindo as vestes pontifícias e carregando um báculo

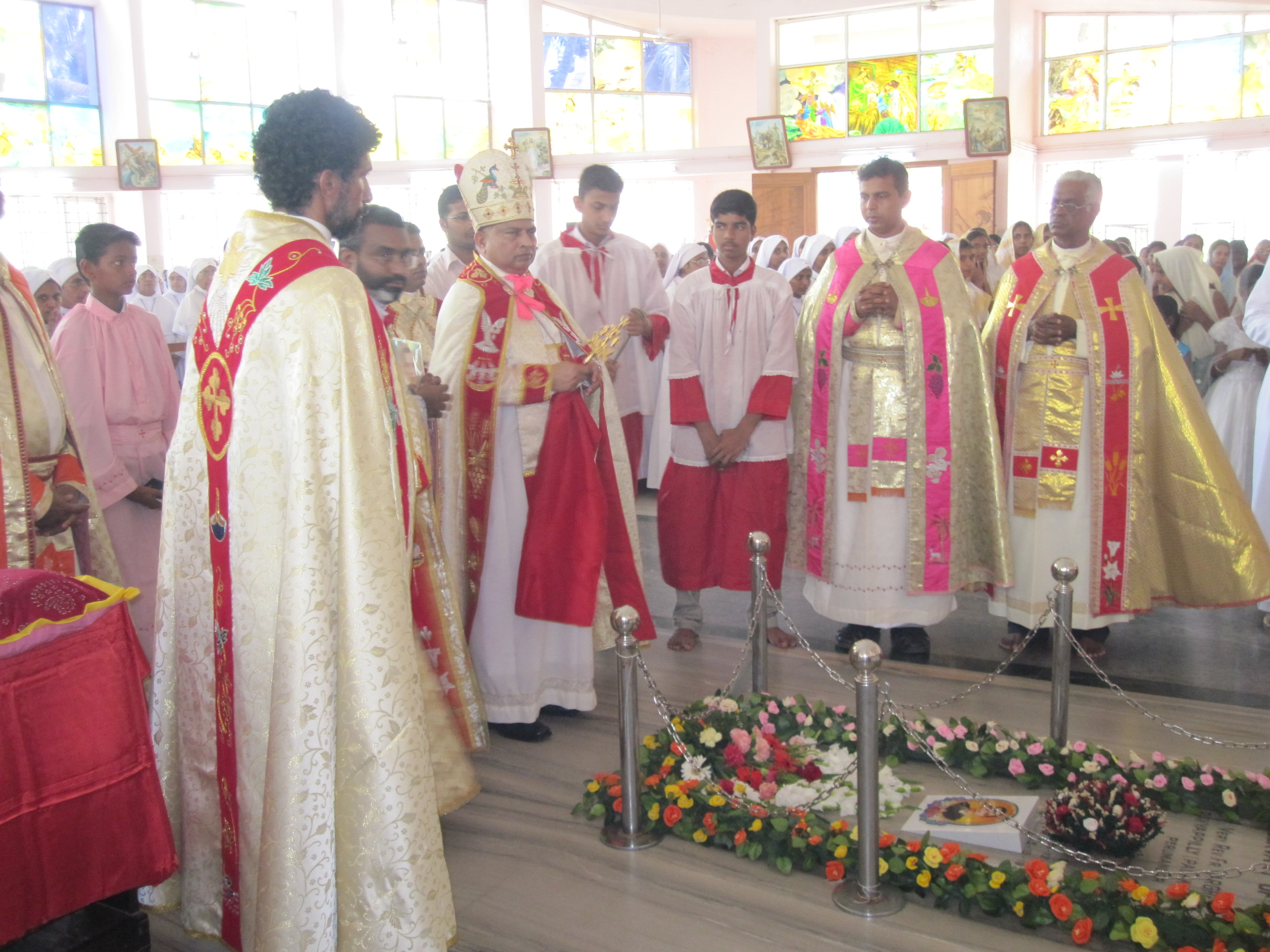
Um bispo católico oriental da Igreja Siro-Malabar segurando a Cruz Mar Thoma que simboliza a herança e identidade da Igreja Síria de São Tomé Cristãos da Índia

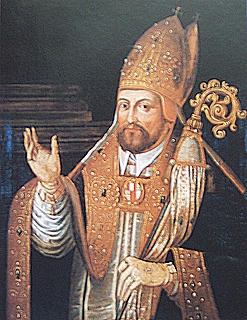
Johann Otto von Gemmingen, príncipe-bispo de Augsburg na Baviera, 1591-1598, carregando um báculo e usando uma mitra e pluvial

Na Igreja Católica, um bispo é um ministro ordenado que detém a plenitude do sacramento da ordem sagrada e é responsável por ensinar a doutrina, governar os católicos em sua jurisdição, santificar o mundo e representar a Igreja. Os católicos traçam as origens do ofício de bispo aos apóstolos, que se acredita terem sido dotados de um carisma especial pelo Espírito Santo no Pentecostes. Os católicos acreditam que este carisma especial foi transmitido por meio de uma sucessão ininterrupta de bispos pela imposição das mãos no sacramento da Ordem.
Os bispos diocesanos — conhecidos como eparcas nas Igrejas Orientais Católicas — são designados para governar regiões locais dentro da Igreja Católica conhecidas como dioceses na Igreja Latina e eparquias nas Igrejas Orientais. Os bispos são coletivamente conhecidos como Colégio dos Bispos e podem ter títulos adicionais como arcebispo, cardeal, patriarca ou papa. A partir de 2020, havia aproximadamente 5.600 bispos vivos no total nas igrejas latinas e orientais da Igreja Católica.
Os bispos são sempre homens. Além disso, Canon 378 § 1 exige que um candidato ao episcopado latino deve ser:
1. notável na fé sólida, nos bons costumes, na piedade, no zelo pelas almas, na sabedoria, na prudência e nas virtudes humanas, e dotado de outras qualidades que o tornam idôneo para desempenhar o ofício em questão;
2. de boa reputação;
3. pelo menos trinta e cinco anos;
4. ordenado ao presbitério por pelo menos cinco anos;
5. possuir um doutorado ou, pelo menos, uma licenciatura em Sagrada Escritura, Teologia ou Direito Canônico de um instituto de estudos superiores aprovado pela Sé Apostólica, ou pelo menos verdadeiramente especialista nas mesmas disciplinas.

## Bispos diocesanos ou eparcas
O papel tradicional de um bispo é atuar como chefe de uma diocese ou eparquia. As dioceses variam consideravelmente em tamanho geográfico e população. Uma grande variedade de dioceses ao redor do Mar Mediterrâneo que receberam a fé cristã precocemente são de tamanho bastante compacto, enquanto aquelas em áreas mais recentemente evangelizadas, como em algumas partes da África Subsaariana, América do Sul e Extremo Oriente, tendem a ser muito maiores e mais populosos. Dentro de sua própria diocese um bispo da Igreja latina pode usar paramentos e insígnias pontifícias, mas não pode fazê-lo em outra diocese sem, pelo menos, o consentimento presumido do Ordinário competente.

### Compromisso
Veja: Nomeação de bispos católicos

### Renúncia em 75
Desde o Concílio Vaticano II de 1965, os bispos diocesanos e seus pares "que se tornaram menos capazes de cumprir adequadamente seus deveres devido ao peso crescente da idade ou por algum outro motivo grave, são seriamente solicitados a renunciar ao cargo por iniciativa própria ou a convite da autoridade competente." A idade de 75 anos foi sugerida, e o Papa João Paulo II teve essas disposições incorporadas no Código de Direito Canônico de 1983.
O artigo 401.1 do Código de Direito Canônico de rito latino de 1983 afirma que "o Bispo diocesano que completou setenta e cinco anos é solicitado a oferecer sua renúncia ao Sumo Pontífice, que, levando em conta todas as circunstâncias, providenciará em conformidade". Em 15 de fevereiro de 2018, o Papa Francisco estabeleceu a mesma regra para os bispos não cardeais servindo na Cúria Romana, que anteriormente haviam perdido seus cargos automaticamente aos 75 anos.

### Funções

Um formulário para o brasão de um bispo católico latino

A um "bispo diocesano" é confiado o cuidado de uma Igreja local (diocese). Ele é responsável por ensinar, governar e santificar os fiéis de sua diocese, compartilhando esses deveres com os sacerdotes e diáconos que servem sob ele.
"Ensinar, santificar e governar" significa que ele deve (1) supervisionar a pregação do Evangelho e a educação católica em todas as suas formas; (2) supervisionar e providenciar a administração dos sacramentos; e (3) legislar, administrar e atuar como juiz para assuntos de direito canônico dentro de sua diocese. Ele serve como o "pastor principal" (líder espiritual) da diocese e é responsável pelo cuidado pastoral de todos os católicos que vivem dentro de sua jurisdição eclesiástica e ritual. Ele é obrigado a celebrar a Missa todos os domingos e dias santos de guarda com a intenção de rezar por aqueles que estão sob os seus cuidados, designar o clero para seus cargos em várias instituições e supervisionar as finanças. O Bispo tenha especial solicitude pelos presbíteros, escutando-os, servindo-os como conselheiros, assegurando-se de que sejam adequadamente providos em todos os sentidos e defendendo os seus direitos consagrados no Código de Direito Canónico. Os bispos católicos latinos também devem fazer visitas regulares ad limina à Santa Sé a cada cinco anos.
Devido a sua função como professores da fé, é costume em alguns países de língua inglesa, adicionar aos nomes dos bispos o título pós-nominal de "DD" (Doutor em Divindade) e se referir a eles com o título "Doutor".
Somente um bispo tem autoridade para conferir o sacramento da Ordem. Na Igreja latina as ordens menores foram abolidas após o Concílio Vaticano II. Nas Igrejas Católicas Orientais, um arquimandrita monástico pode tonsurar e instituir seus súditos a ordens menores; no entanto, a tonsura e as ordens menores não são consideradas parte do sacramento das ordens sacras.
O sacramento da Confirmação é normalmente administrado por um bispo na Igreja latina, mas um bispo pode delegar a administração a um padre. No caso de receber um adulto em plena comunhão com a Igreja Católica, o sacerdote presidente administrará a Confirmação. Nas Igrejas Católicas Orientais, a Confirmação (chamada Crisma) é normalmente administrada pelos sacerdotes, pois é dada ao mesmo tempo que o batismo. Compete apenas ao bispo ou eparca diocesano abençoar igrejas e altares, embora possa delegar a outro bispo, ou mesmo a um sacerdote, a realização da cerimónia.
Na Quinta-feira Santa os bispos católicos latinos presidem à Missa do Crisma. Embora o Óleo dos Enfermos para o sacramento da Unção dos Enfermos seja abençoado nesta Missa, também pode ser abençoado por qualquer sacerdote em caso de necessidade. Somente um bispo pode consagrar o Crisma. Nas Igrejas Orientais Católicas o crisma é consagrado unicamente pelos chefes das igrejas sui juris (patriarcas e metropolitanos) e os bispos diocesanos não podem fazê-lo.
Só um bispo ou outro Ordinário pode conceder imprimaturs aos livros teológicos, certificando-os de que estão isentos de erro doutrinal ou moral; esta é uma expressão da autoridade docente e responsabilidade educativa do bispo.
Antes do Concílio Vaticano II, também era prerrogativa do bispo consagrar a patena e o cálice que seriam usados durante a missa. Uma das mudanças implementadas desde o Concílio, é que uma simples bênção agora é dita e pode ser dada por qualquer sacerdote.

### Autoridade canônica

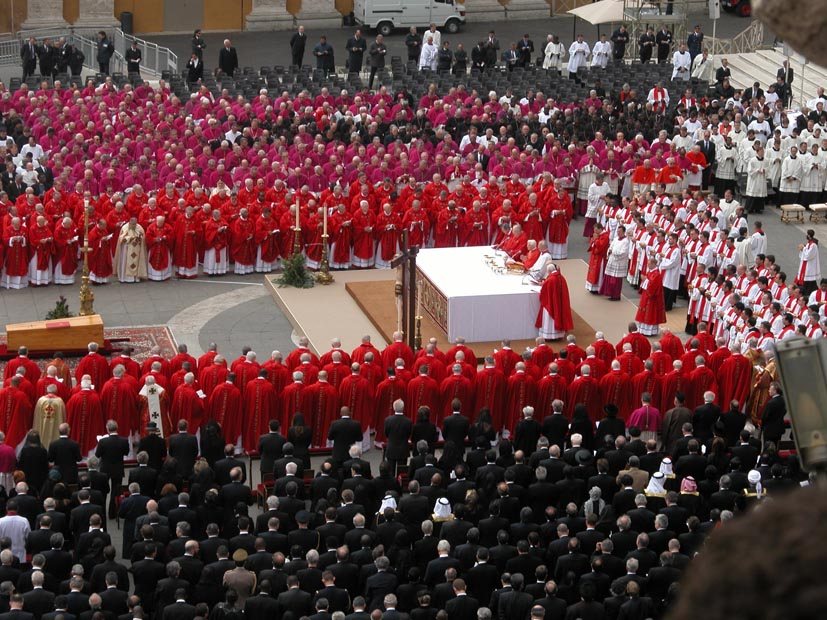
Bispos católicos reunidos em frente à Basílica de São Pedro no funeral do Papa São João Paulo II

Nas igrejas católicas ocidentais e orientais, qualquer padre pode celebrar a Missa ou a Divina Liturgia. Para oferecer publicamente a Missa ou a Divina Liturgia, porém, é necessário que o sacerdote tenha permissão do Ordinário local - esta autorização pode ser dada aos párocos por um período limitado, mas para a permissão de longo prazo o recurso ao diocesano bispo é geralmente necessário. Um celebret pode ser emitido para padres viajantes para poderem demonstrar aos pastores e bispos fora de sua própria diocese em boas condições. No entanto, mesmo que o padre não possua tal documento, ele pode celebrar os sacramentos se o bispo ou pároco local julgar que o padre visitante é uma pessoa de bom caráter.
No Oriente, uma antimensão assinada pelo bispo é mantida no altar, em parte como um lembrete de de quem é o altar e sob cuja omofório o padre de uma paróquia local está servindo.
Para que os sacerdotes celebrem validamente o sacramento da Penitência, devem ter faculdades (permissão e autoridade) do bispo local; no entanto, quando o penitente está em perigo de morte, o sacerdote tem o direito e a obrigação de ouvir a confissão, não importa onde esteja.
Para presidir às cerimônias matrimoniais, os padres e diáconos da Igreja Latina devem ter jurisdição apropriada ou delegação de uma autoridade competente. No ramo latino da Igreja Católica, o ensinamento é que é o próprio casal que administra as graças do sacramento; assim, embora seja normalmente uma pessoa ordenada que oficia uma cerimônia de casamento, um bispo pode delegar um leigo para estar presente para a troca de votos; isso seria feito apenas em casos extremos, como em territórios de missão. Na tradição oriental, o clero não apenas testemunha a troca de votos, mas deve conceder uma bênção para que um casamento válido tenha ocorrido.
A menos que um bispo em particular o tenha proibido, qualquer bispo pode pregar em toda a Igreja Católica e qualquer padre ou diácono também pode pregar em qualquer lugar (presumindo a permissão do pároco local), a menos que sua faculdade de pregar tenha sido restringida ou removida.
A catedral de uma diocese contém uma cadeira especial, chamada cátedra, às vezes chamada de trono, reservada no santuário para uso exclusivo de seu Ordinário; simboliza sua autoridade espiritual e eclesiástica.

## Títulos, status e funções adicionais
Os bispos podem preencher funções adicionais na Igreja Católica, incluindo as seguintes:

### Bispo eleito
Um bispo que foi nomeado, mas ainda não foi consagrado. (A consagração é a cerimônia que eleva formalmente o bispo eleito ao seu novo posto.)

### Bispo titular
Um bispo titular (ou arcebispo titular) é um bispo que não é bispo de uma diocese; a menos que (desde 1970) seja coadjutor ou emérito, é atribuído a uma sé titular, que geralmente é o nome de uma cidade ou região que costumava ser a sede de uma diocese, mas cuja sé episcopal (diocese) não está mais funcionando como tal. Os bispos titulares muitas vezes servem como bispos auxiliares, como funcionários na Cúria Romana, nas Cúrias Patriarcais das Igrejas Orientais, como enviados diplomáticos papais (principalmente núncios apostólicos ou delegados apostólicos), ou dirigem certas jurisdições pré-diocesanas missionárias (notavelmente como vigário apostólico, que a partir de 2019 não recebe mais uma sé titular). Desde 1970, um bispo coadjutor (ou arcebispo) usa o título da sé a que foi designado, e um bispo (ou arcebispo) emérito usa o título de sua última sé residencial.

### Bispo sufragâneo
Um bispo sufragâneo lidera uma diocese dentro de uma província eclesiástica diferente da diocese principal, a arquidiocese metropolitana.

### Bispo auxiliar
Um bispo auxiliar é um assistente em tempo integral de um bispo diocesano. Auxiliares são bispos titulares sem direito de sucessão, que auxiliam o bispo diocesano de várias maneiras e geralmente são nomeados como vigários gerais ou vigários episcopais da diocese em que servem.

### Bispo coadjutor
Um bispo coadjutor é um bispo que recebe autoridade quase igual à do bispo diocesano; ele tem faculdades especiais e o direito de suceder o bispo diocesano em exercício. A nomeação de coadjutores é vista como um meio de assegurar a continuidade da liderança da igreja. Até tempos recentes, havia a possibilidade de um bispo coadjutor não ter o direito de sucessão.

### Bispo-prelado
Um bispo consagrado como tal, mas ocupa um cargo que, como tal, não exige o grau episcopal (assim o titular não será feito bispo titular), apenas o de Prelado, notadamente como prelado Territorial.

### Bispo emérito
Quando um bispo diocesano ou bispo auxiliar se aposenta, ele recebe o título honorário de "emérito" da última sé que serviu, ou seja, arcebispo emérito, bispo emérito ou bispo auxiliar emérito da sé. "Emérito" não é usado para uma sé titular, mas pode ser usado para um bispo que foi transferido para uma nomeação não diocesana sem realmente estar aposentado. Exemplos: Arcebispo (ou Bispo) Emérito de Lugar". O cardeal Luis Antonio Tagle, que foi promovido a prefeito da Congregação para a Evangelização dos Povos, tornou-se arcebispo emérito de Manila.
Tradicionalmente, os bispos nomeavam ordinários ou auxiliares que serviam por toda a vida. Quando a rara renúncia ocorreu, o bispo foi atribuído a uma sé titular. O status de "emérito" surgiu após o Concílio Vaticano II, quando os bispos foram inicialmente encorajados e depois obrigados a apresentar suas renúncias aos 75 anos. Em 31 de outubro de 1970, o Papa Paulo VI decretou que "os bispos diocesanos de rito latino que renunciam não são mais transferidos para uma igreja titular, mas continuam a ser identificados pelo nome da sé que renunciaram".

### Cardeal
Um cardeal é um membro do clero nomeado pelo Papa para servir no Colégio dos Cardeais. Os membros do Colégio com menos de 80 anos elegem um novo papa, que, na prática é sempre um deles, por morte ou renúncia do titular. Os cardeais também servem como conselheiros papais e ocupam cargos de autoridade dentro da estrutura da Igreja Católica. Sob a lei canônica, um homem nomeado cardeal deve normalmente ser um bispo, ou aceitar a consagração como bispo, mas pode pedir permissão papal para declinar. A maioria dos cardeais já são bispos quando nomeados, sendo a maioria arcebispos de importantes arquidioceses ou patriarcados, outros já servindo como bispos titulares na Cúria Romana. Papas recentes nomearam alguns padres, a maioria deles teólogos renomados, para o Colégio dos Cardeais, e estes foram autorizados a recusar a consagração episcopal. Exemplos incluem Karl Becker em 2012 e Ernest Simoni em 2016.

### Títulos e funções reservados aos arcebispos

#### Papa
O papa é o bispo de Roma. A Igreja Católica sustenta que o Colégio dos Bispos como grupo é o sucessor do Colégio dos Apóstolos. A Igreja também sustenta que, exclusivamente entre os apóstolos, São Pedro, o primeiro bispo de Roma, recebeu um papel de liderança e autoridade, dando ao papa o direito de governar a Igreja com os bispos. Assim, a Igreja sustenta que o Bispo de Roma, como sucessor de Pedro, possui o papel, único entre os bispos, de falar por toda a Igreja, nomear outros bispos e administrar a administração central da Igreja, a Cúria Romana. Os pronunciamentos papais que atendem aos requisitos do decreto sobre a infalibilidade papal do Concílio Vaticano I são infalíveis.

#### Papa emérito
Em sua renúncia como papa (bispo de Roma), Bento XVI tornou-se Sua Santidade Bento XVI, Sumo Pontífice Emérito ou Papa Emérito.

#### Patriarca e Católicos
Catholicos é um título oriental mais ou menos semelhante ao de patriarca. Na Igreja Católica é aplicado a um prelado que também é um arcebispo maior.

#### Arcebispo Maior
Os arcebispos maiores são os chefes de algumas das Igrejas Católicas Orientais. A autoridade dos arcebispos maiores dentro de suas respectivas igrejas sui juris é igual à de um patriarca, mas eles recebem menos honras cerimoniais.

#### Primaz
Na Igreja Católica, um primaz é geralmente o bispo da diocese mais antiga e/ou a capital de uma nação (atual ou anterior); o título é de honra.

#### Arcebispo metropolitano
Um bispo metropolitano é um arcebispo com jurisdição menor sobre uma província eclesiástica; na prática, isso equivale a presidir as reuniões e supervisionar uma diocese que não tem bispo.
No catolicismo oriental, um metropolitano também pode ser o chefe de uma igreja autocéfala, sui juris ou autônoma quando o número de adeptos dessa tradição é pequeno. Na Igreja latina, os metropolitanos são sempre arcebispos; em muitas igrejas orientais, o título é "Metropolitana", com algumas dessas igrejas usando "arcebispo" como um escritório separado.

### Escritório publico
Desde a publicação do novo Código de Direito Canônico em 1983 pelo Papa João Paulo II, todos os membros do clero católico estão proibidos de exercer cargos públicos sem a autorização expressa da Santa Sé.

## Consagração de bispos e eparcas
A nomeação de bispos na Igreja Católica é um processo complicado que requer a participação de vários funcionários. Na Igreja latina, participam o sínodo local, o núncio papal (ou delegado apostólico), vários dicastérios da Cúria Romana e o Papa; desde a década de 1970, tornou-se prática comum para o núncio solicitar a opinião de clérigos e leigos dentro da diocese vaga. Nas Igrejas orientais patriarcais e arquiepiscopais maiores, o sínodo permanente, o santo sínodo e o patriarca ou arcebispo maior também desempenham um papel na seleção dos bispos.

## Sucessão apostólica e outras igrejas
A Igreja Católica sempre ensinou que os bispos descendem de uma linha contínua de bispos desde os dias dos apóstolos, o que é conhecido como sucessão apostólica. Desde 1896, quando o Papa Leão XIII emitiu a bula Apostolicae curae, a Igreja Católica não reconhece as ordens anglicanas como válidas, devido a mudanças nos ritos de ordenação ocorridas no século XVI, bem como divergências no entendimento da teologia do episcopado e Eucaristia. No entanto, essa visão tem sido complicada desde então, porque os antigos bispos católicos, cujas ordens são plenamente reconhecidas como válidas por Roma, atuaram como co-consagradores nas consagrações episcopais anglicanas. Segundo o historiador da igreja Timothy Dufort, em 1969 todos os bispos da Igreja da Inglaterra haviam adquirido as antigas linhas católicas de sucessão apostólica plenamente reconhecidas pela Santa Sé.
A Igreja Católica reconhece, como válidas, mas ilícitas, ordenações feitas por grupos católicos separatistas, como a Antiga Igreja Católica da União de Utrecht e a Igreja Católica Nacional Polonesa, desde que aqueles que recebem a ordenação sejam homens batizados e um rito episcopal válido consagração - expressando as funções apropriadas e status sacramental de um bispo - é usado. A Santa Sé também reconhece como válidas as ordenações das Igrejas Ortodoxa Bizantina, Veterocatólica, Ortodoxa Oriental e Assíria do Oriente. Sobre as Igrejas do Oriente, o Concílio Vaticano II declarou:

Para afastar, então, qualquer sombra de dúvida, este santo Concílio declara solenemente que as Igrejas do Oriente, lembrando a necessária unidade de toda a Igreja, têm o poder de governar-se segundo as disciplinas que lhes são próprias, pois estas são melhores adequado ao caráter de seus fiéis, e mais para o bem de suas almas.
No entanto, a Santa Sé não reconhece como válidas as ordens de qualquer grupo cujo ensino esteja em desacordo com os princípios centrais do cristianismo, embora possa usar o ritual adequado. A prática recente de grupos católicos independentes de ordenar mulheres acrescentou uma nebulosidade definitiva ao reconhecimento da validade das ordens, pois o ato de ordenar mulheres como padres ou bispos é incompatível com o catolicismo e a ortodoxia oriental. A prática de alguns clérigos independentes de receber múltiplas ordenações também demonstra uma compreensão das Ordens Sagradas que está em desacordo com o Catolicismo e a Ortodoxia, que sustentam que uma pessoa é ordenada ou não.

## Paramentos e vestimentas

### Igreja Latina

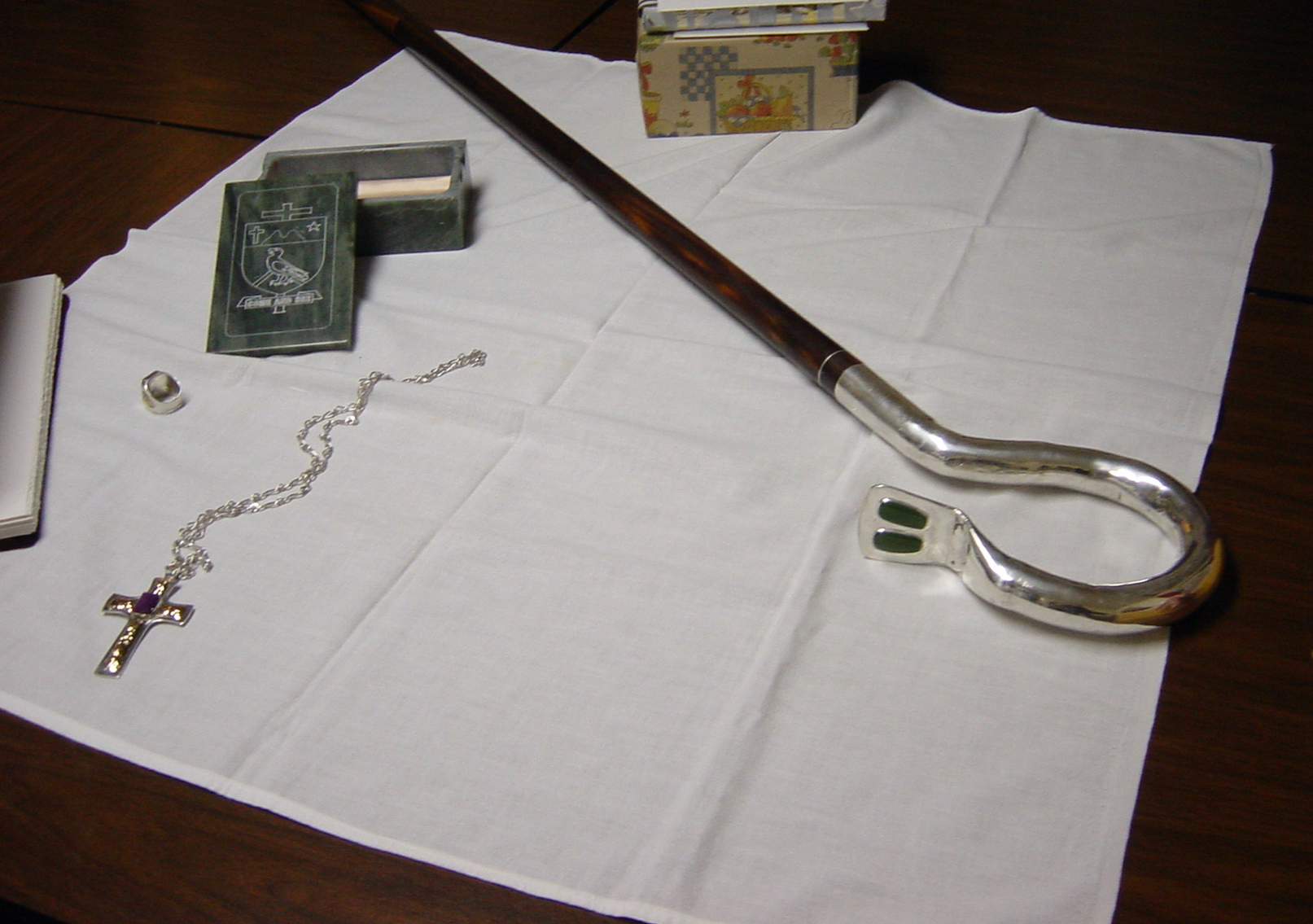
Algumas das insígnias do escritório de um bispo (no sentido horário da direita) : báculo, cruz peitoral e anel episcopal

A vestimenta cotidiana dos bispos da Igreja Latina pode consistir em uma batina preta (ou, em países tropicais, branca) com guarnição de amaranto e fáscia roxa, com uma cruz peitoral e anel episcopal. A Instrução de 1969 sobre o vestido dos prelados afirmava que o vestido para uso comum pode ser uma simples batina sem guarnição colorida. Desde 1969, o terno preto e a camisa clerical, já costumeiros nos países de língua inglesa, tornou-se muito comum também em países onde antes era desconhecido.
O vestido de coro de um bispo da Igreja Latina, usado quando participa, mas não celebra funções litúrgicas, consiste na batina roxa com guarnição de amaranto, rochet, zuchetto roxo, barrete roxo com topete e cruz peitoral. A capa magna pode ser usada, mas apenas dentro da própria diocese do bispo e em ocasiões especialmente solenes.
A mitra, o solidéu e a estola são geralmente usados pelos bispos ao presidir as funções litúrgicas. Para outras funções litúrgicas que não a Missa, o bispo normalmente usa a capa. Dentro da sua própria diocese e quando celebra solenemente em outro lugar com o consentimento do Ordinário local, usa também o báculo. Ao celebrar a missa, um bispo, como um padre, usa a casula. O Caeremoniale Episcoporum recomenda, mas não impõe, que nas celebrações solenes o bispo use também uma dalmática, que pode ser sempre branca, sob a casula, especialmente ao administrar o sacramento da ordem, abençoar um abade ou abadessa e dedicar uma igreja ou altar. O Caeremoniale Episcoporum não faz mais menção às luvas pontíficas, sandálias pontifícias, meias litúrgicas (também conhecidas como buskins), o manípulo ou os apetrechos que uma vez prescreveram para o cavalo do bispo.

### Católico oriental
A vestimenta cotidiana dos bispos católicos orientais é muitas vezes a mesma de seus homólogos da Igreja latina: terno clerical preto com cruz peitoral ou panagia.

#### Católico de rito bizantino
Tradicionalmente, os bispos são monges e, portanto, sua vestimenta cotidiana é o hábito monástico com uma panagia e, dependendo do grau, também uma cruz peitoral e uma segunda panagia.
Ao assistir a funções litúrgicas em que não celebra, o bispo pode usar mantya, panagia e engolpion se for patriarca ou bispo metropolitano. Ele também levará um cajado pastoral na forma de uma bengala encimada por um pomo. Nenhum anel episcopal existe no Rito Bizantino.
Ao participar da Divina Liturgia, um bispo usa o sakkos (dalmática imperial), omofório, epigonação e mitra de estilo bizantino que se baseia na coroa imperial fechada do final do Império Bizantino e é feita em forma de uma coroa bulbosa, completamente fechado, e o material é de brocado, damasco ou pano de ouro. Pode ser bordado e ricamente decorado com joias, com quatro ícones anexados: (Cristo, a Teótoco, João Batista e a Cruz. Esses milímetros são geralmente dourados, mas outras cores litúrgicas podem ser usadas. A mitra é encimada por uma cruz, feita de metal e de pé. Ele também carrega um báculo do estilo daquele rito. Presidindo outros serviços, ele pode usar menos vestimentas, mas também uma mantya, a menos que use um sticharion.